# Remparts de Pernes-les-Fontaines
Les remparts de Pernes-les-Fontaines sont une enceinte entourant le centre du village de Pernes-les-Fontaines, dans le département français de Vaucluse en région Provence-Alpes-Côte d'Azur.

## Histoire
La ville de Pernes-les-Fontaines est protégée de remparts depuis le Ier siècle. Les remparts initiaux sont remplacés au Moyen Âge. La commune devenant la capitale du Comtat Venaissin, ils sont renforcés, améliorés par des machicoulis, en 1320.

## Construction

### Porte Notre-Dame
La Porte Notre-Dame est la plus au nord des remparts de Pernes-les-Fontaines. Elle permet l'accès de la ville vers la route de Carpentras et l'Église Notre-Dame-de-Nazareth. Les remparts longeant la Nesque, la porte ouvre directement sur un pont, en extérieur, surmonté d'une chapelle. Côté intérieur des remparts, la porte Notre-Dame donne l'accès aux halles de la ville. Sa construction date de 1548. La chapelle Notre-Dame-des-Grâces, quant à elle, date de 1510. Elle a été longtemps le siège de la confrérie des maçons. L'ensemble porte, pont et chapelle est classé au titre des monuments historiques, depuis le 4 octobre 1915.

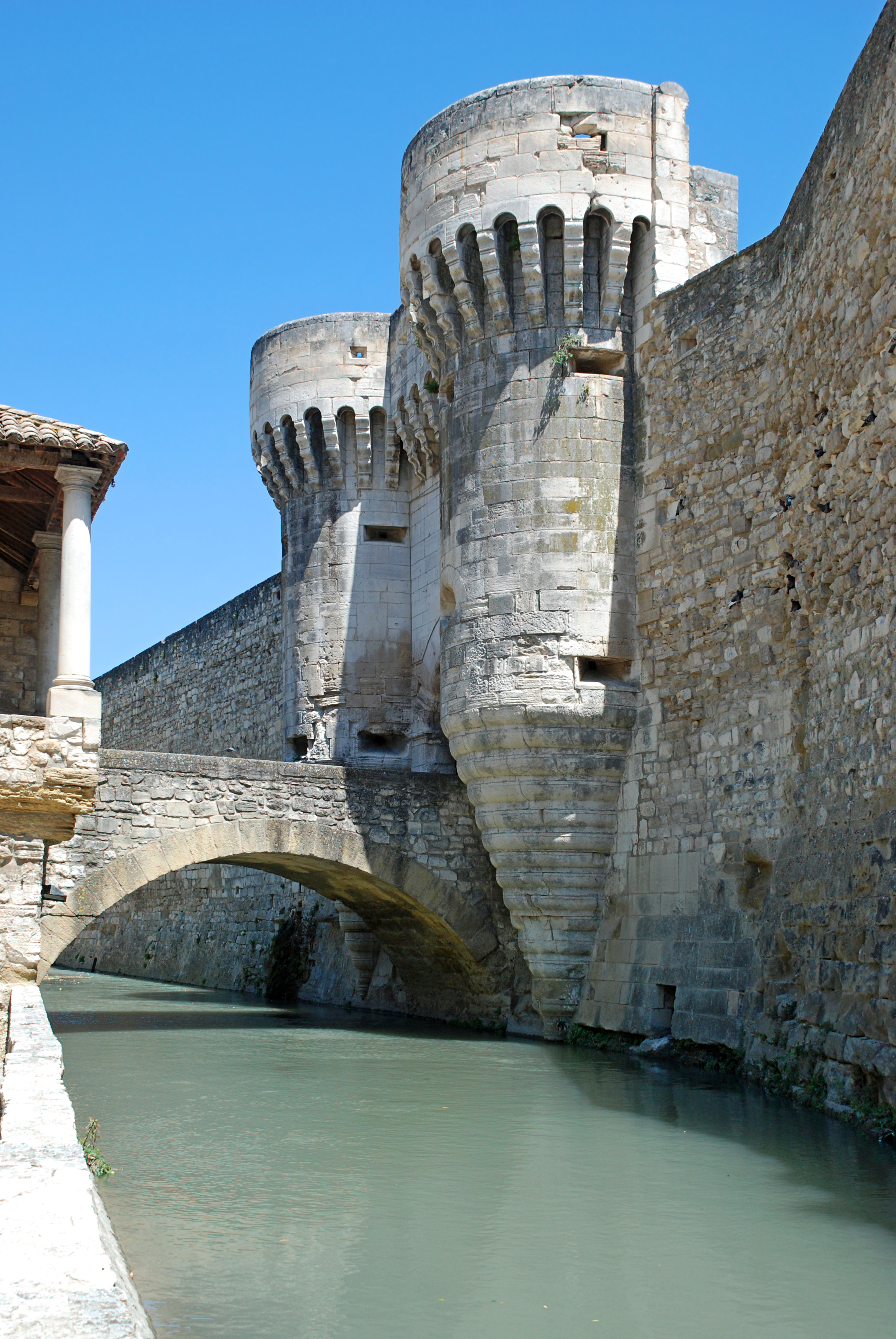
La Nesque au pied de la porte.
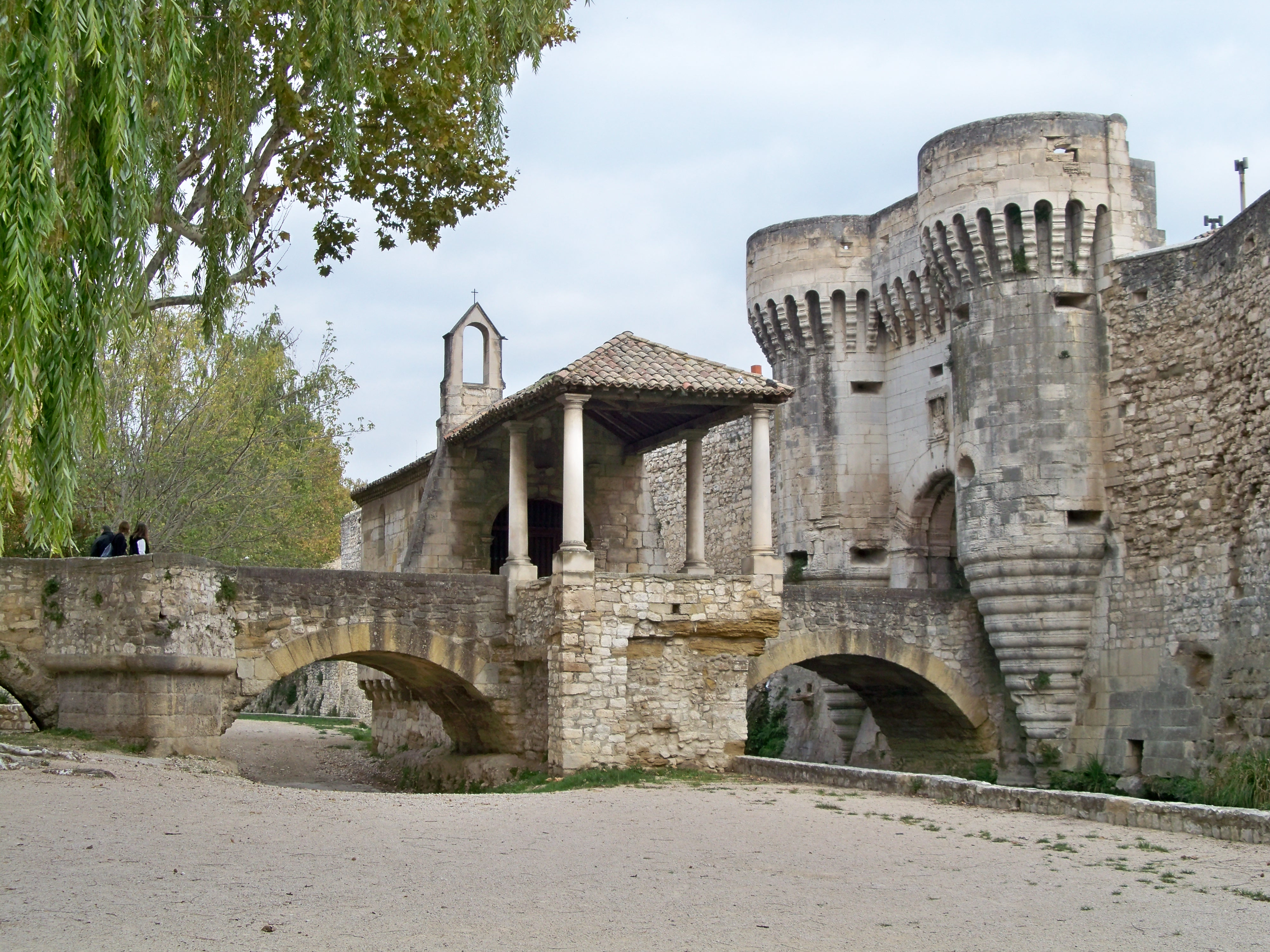
Porte et Chapelle Notre-Dame.
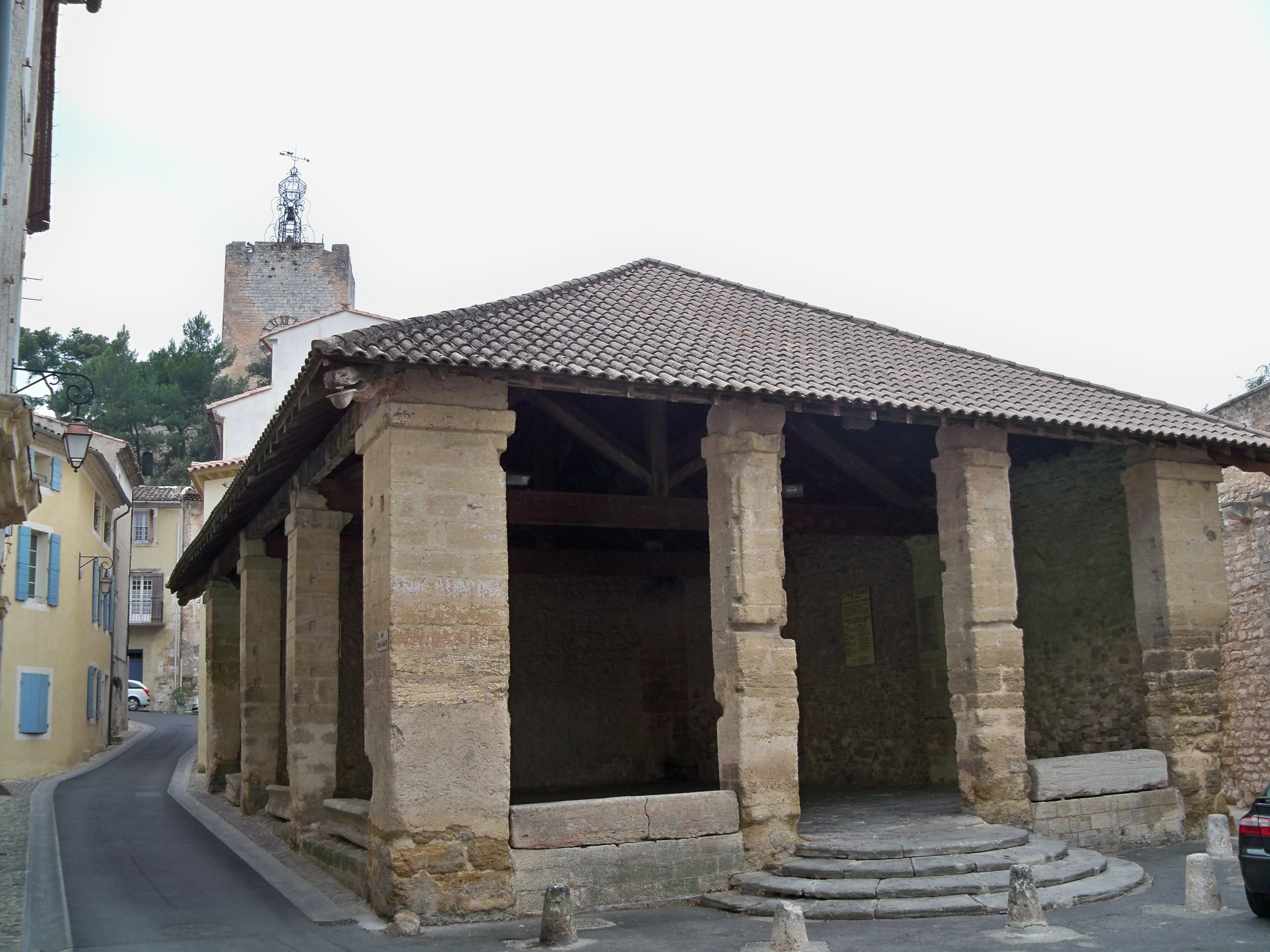
Halle de Pernes-les-Fontaines.

### Porte Saint Gilles
Située la plus au sud des remparts de Pernes-les-Fontaines, la porte Saint-Gilles fait le lien entre le centre ville et la route de La Roque-sur-Pernes, via le hameau de Saint-Gilles. Elle date du XIVe siècle.Elle est la plus ancienne des portes de la ville. À l'étage est encore présente la salle d'où était manipulée la herse. Cette porte est classée au titre des monuments historiques, depuis le 15 novembre 1913.

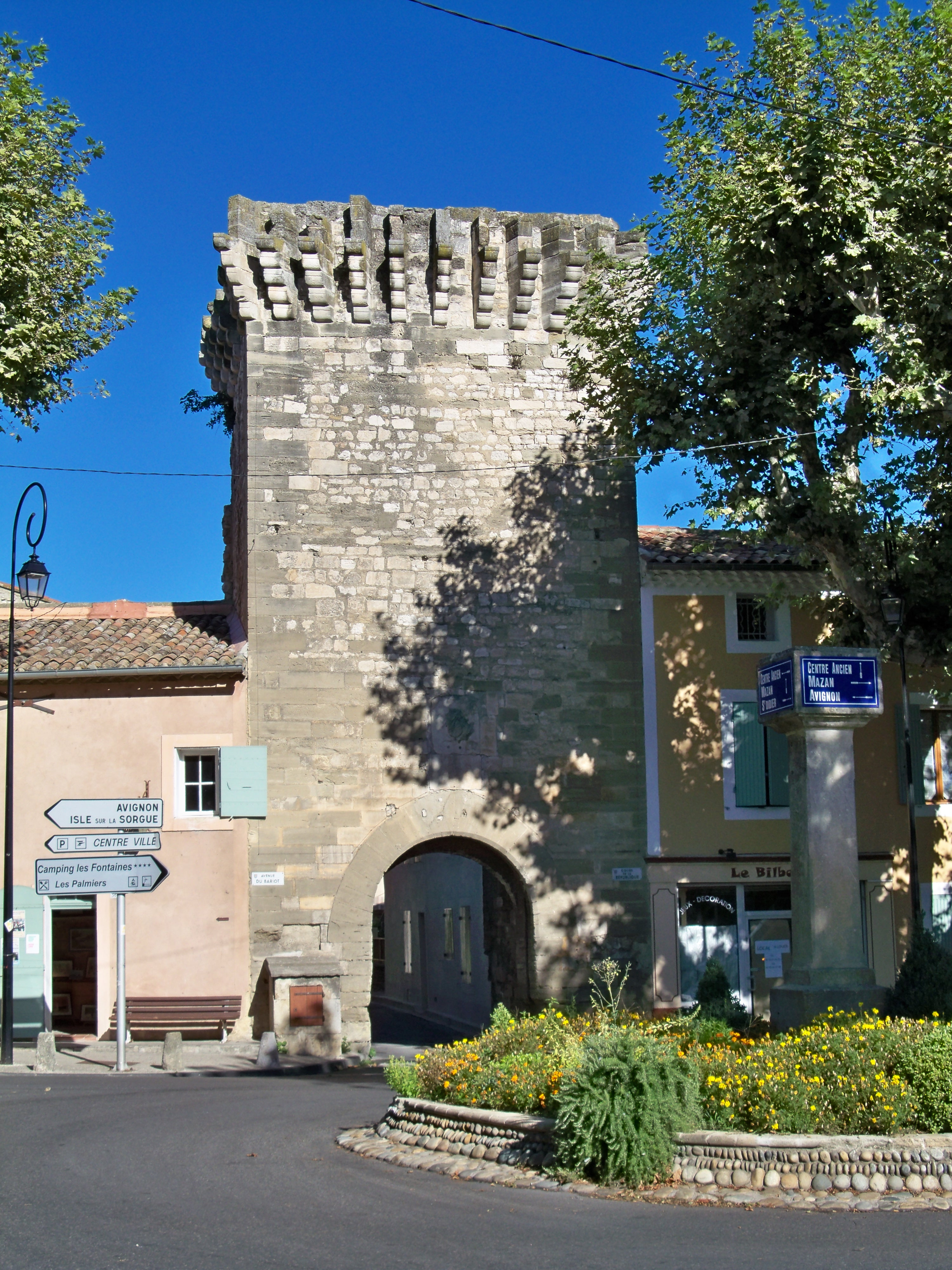
Porte Saint Gilles.
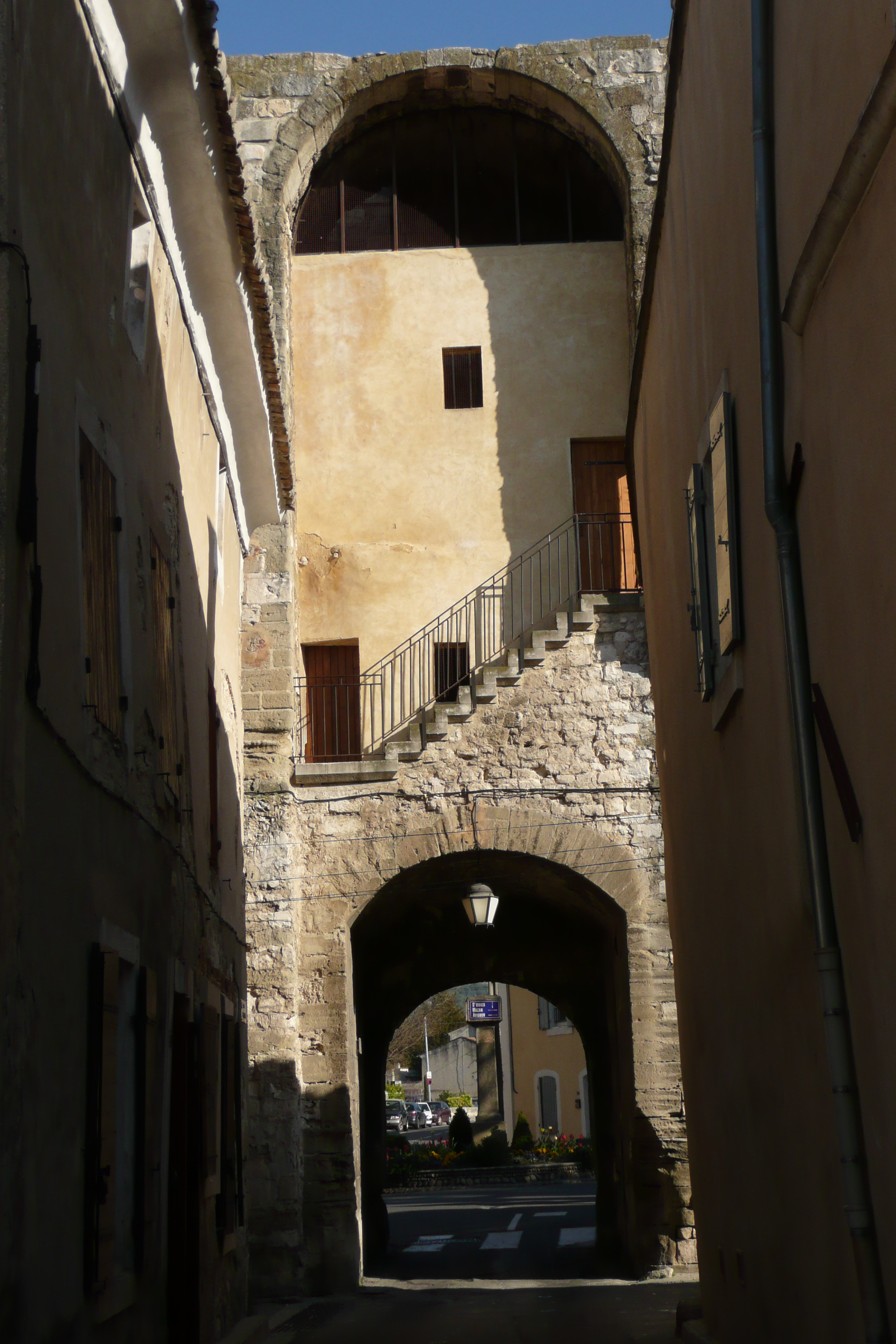
Portes à Pernes les Fontaines, côté intérieur.

### Porte Villeneuve
Cette porte, à l'ouest de la vieille ville, ouvre vers la route principale de la commune, entre Carpentras et L'Isle-sur-la-Sorgue. Le chemin de ronde est encore présent, dans sa partie intérieur. Elle est inscrite au titre des monuments historiques depuis le 29 septembre 1928.

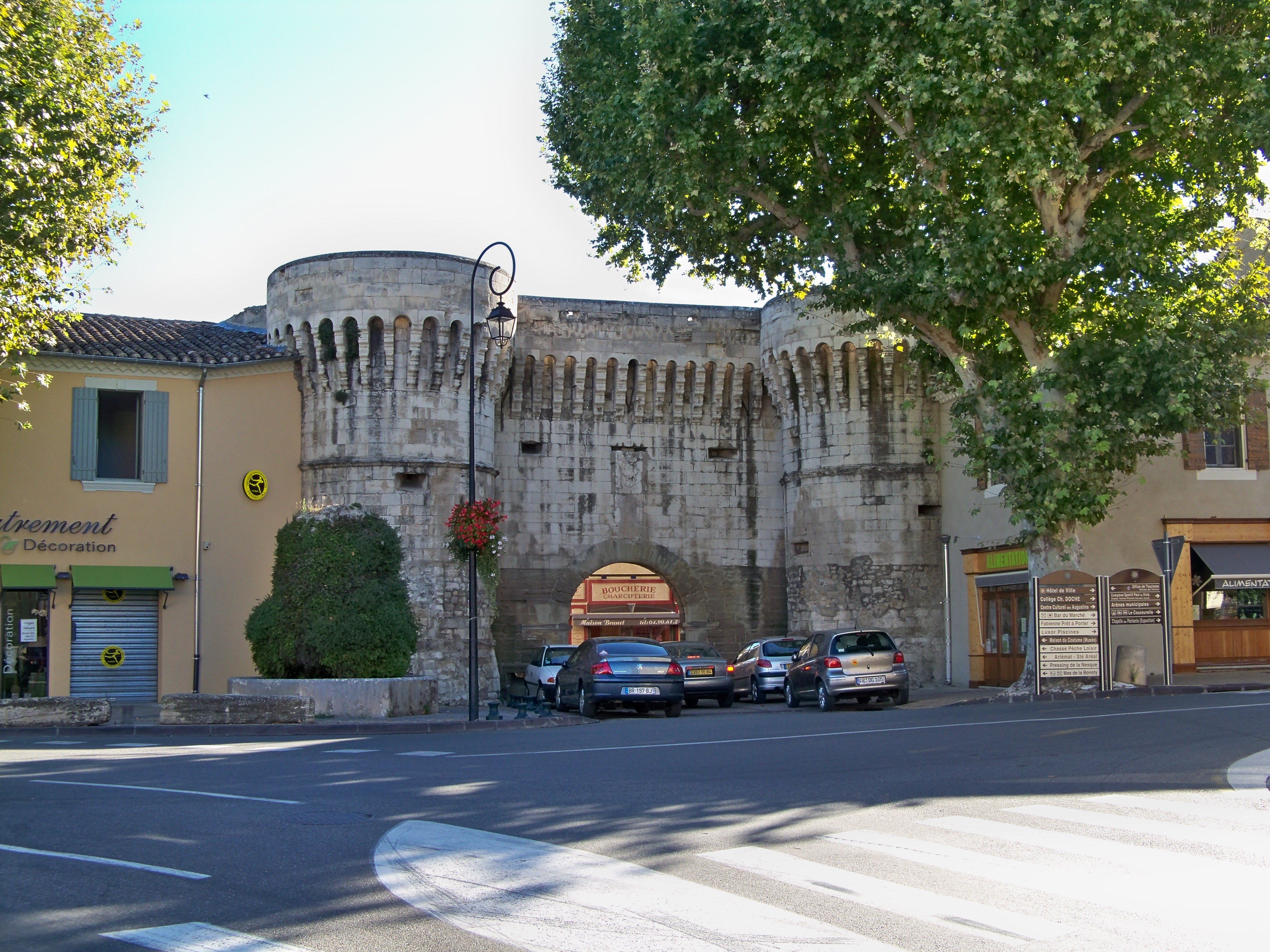
Porte Villeneuve, extérieur.
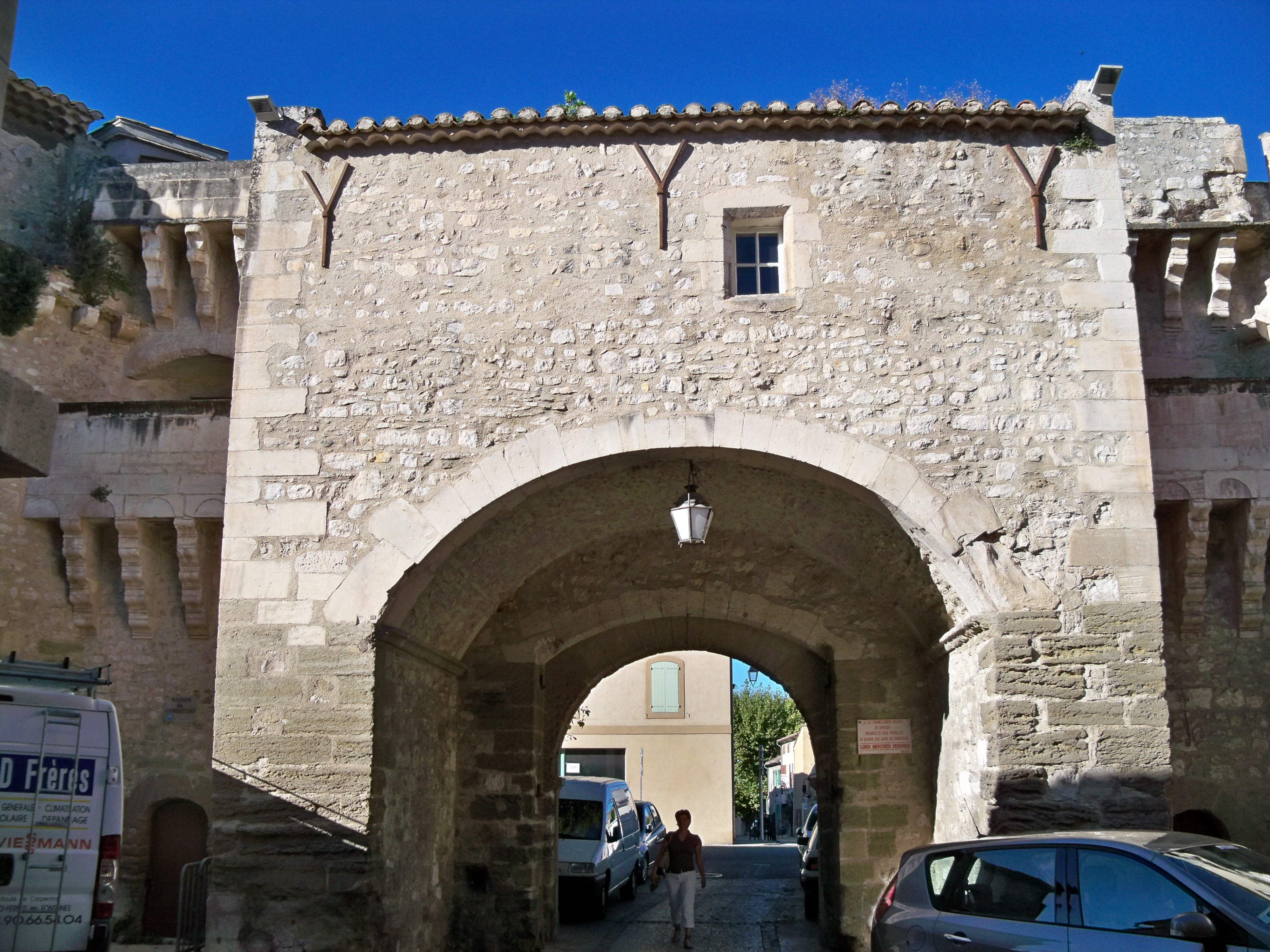
Porte Villeneuve, vue intérieur.

### Porte Neuve
Située au niveau de l'actuelle poste, cette porte n'est plus présente, de nos jours, cette partie des remparts ayant été détruite. Son nom n'est encore utilisé que pour la Fontaine de la Porte-Neuve, sur la place.